# Bracteolanthus
Bracteolanthus é um género botânico pertencente à família Fabaceae.
A autoridade do género é de Wit, tendo sido publicado em Reinwardtia 3: 415. 1956.